# Stephen MacDonald (Schauspieler, 1987)
Stephen M. MacDonald (* 13. Oktober 1987 in Ottawa, Ontario) ist ein kanadischer Schauspieler.

## Leben
MacDonald wurde am 13. Oktober 1987 in Ottawa geboren. Er debütierte 2009 in der Rolle des Sam Sidekick in der Fernsehserie Family Biz als Fernsehschauspieler. Insgesamt verkörperte er die Rolle in fünf Episoden. Nach kleineren Rollen in verschiedenen Produktionen die 2010 erschienen, stellte er 2011 im Katastrophenfernsehfilm Metal Tornado die Rolle des Nick Edwards, Sohn von Michael Edwards, gespielt von Lou Diamond Phillips, dar. 2012 hatte er eine Nebenrolle in Total Recall. In den nächsten Jahren folgten weitere Besetzungen in Filmen und 2014 die Darstellung in fünf Episoden der Fernsehserie The Best Laid Plans als Parker. Im selben Jahr spielte er im Film Eiskalter Engel – Tod im College die Rolle des Sumner Williams. Es folgten Episodenrollen in Fernsehserien und kleinere Filmrollen.

## Filmografie (Auswahl)
- 2009: Family Biz (Fernsehserie, 5 Episoden)
- 2010: The Boy She Met Online
- 2010: Nazareth: Special Features
- 2010: Apocalypse Story (Kurzfilm)
- 2011: Metal Tornado (Fernsehfilm)
- 2012: Total Recall
- 2012: The Subterfuge Suite (Kurzfilm)
- 2013: The Husband She Met Online (Fernsehfilm)
- 2014: The Best Laid Plans (Fernsehserie, 5 Episoden)
- 2014: Client Seduction (Fernsehfilm)
- 2014: American Descent
- 2014: Eiskalter Engel – Tod im College (Dead on Campus)
- 2015: Rookie Blue (Fernsehserie, Episode 6x01)
- 2016: Tell the World
- 2017: Some Kind of Life (Miniserie, Episode 1x03)
- 2017: Highly Functional
- 2018: No Easy Days (Fernsehserie, Episode 1x02)